# Pavillons de l'amitié germano-soviétique
Les pavillons de l'amitié germano-soviétiques ont été construits au début des années 1950 dans plusieurs villes d'Allemagne de l'Est (RDA). Ce sont des symboles des relations amicales que le pays entretenait avec l'Union soviétique et du culte du dictateur soviétique, Joseph Staline. Ces pavillons, utilisés comme moyen de propagande, sont également couramment appelés Stalinpavillon (pavillon de Staline) ou encore Sowjetpavillon (pavillon soviétique) 

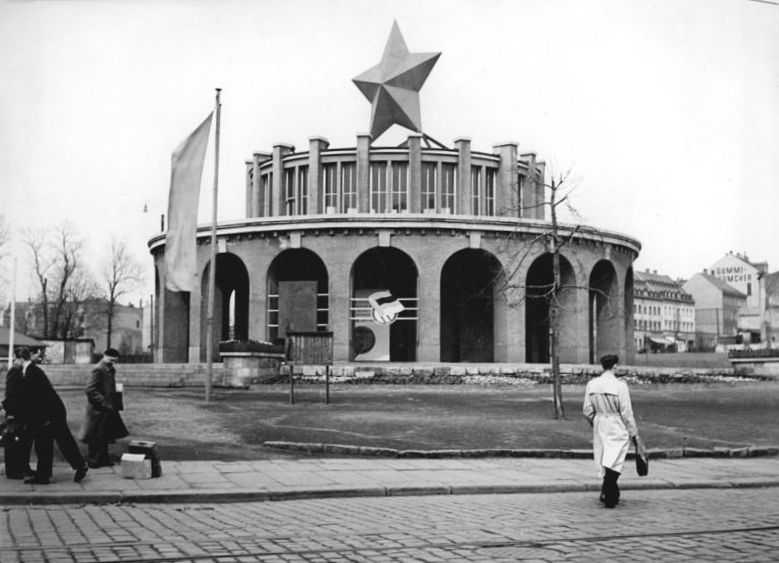
Pavillon de Chemnitz

## Historique
Les pavillons ont été, pour la plupart, construits après la création de la RDA, pendant la domination de Staline et quasiment jusqu'à sa mort en 1953). La volonté politique de l'époque était de représenter les nouveaux rapports de forces et la nouvelle amitié politique avec l'URSS. Dès 1947, les dirigeants voulurent créer une nouvelle société s'inspirant de la civilisation soviétique. Cette volonté fut renforcée, deux ans plus tard, par la création de la « Société pour l'amitié germano-soviétique » (« Gesellschaft für Deutsch-Sowjetische Freundchaft ») ayant pour objectif de procurer des connaissances sur la société et la culture soviétiques aux citoyens d'Allemagne de l'Est. Ce nouvel esprit politique ne se reflète pas seulement dans des relations amicales mais aussi physiquement, dans l'architecture. La priorité de l'époque était de reconstruire les villes détruites pendant la guerre. Les bâtiments publics furent donc construits comme moyens de propagande. À côté des gros projets, comme la construction de la Stalinallee à Berlin, on construit également les pavillons de l'amitié germano-soviétique. La plupart sont ornés d'une étoile rouge et d'une inscription montrant la puissance du socialisme soviétique. À Plauen, il était par exemple inscrit « Avec Staline, la victoire » (« Mit Stalin ist der Sieg ») et à Dresde « Avec l'Union soviétique, apprendre consiste à apprendre à gagner » (« Von der Sowjetunion lernen heißt Siegen lernen »). Les bustes surdimensionnés de Lénine et de Staline présents sur les pavillons ont été financés par les Soviétiques. Plus tard, lors de la déstalinisation, les pavillons furent détruits.

## Emplacements
Les pavillons de l'amitié germano-soviétique furent construits dans des villes d'Allemagne de l'Est (RDA), comme Chemnitz, Dresde, Leipzig, Plauen et Zwickau dans le Land de Saxe en Allemagne.

### Chemnitz
Ce pavillon se situait au début de la rue Augustuberger, à l'angle de la rue de Dresde et a été construit en seulement 51 jours par des bénévoles. Il possédait sur son toit, au deuxième étage, une étoile rouge. Ce bâtiment, construit en 1953, a accueilli des expositions temporaires puis a servi plus tard de centre d'orientation professionnelle. Il a été détruit en 1975.

### Dresde

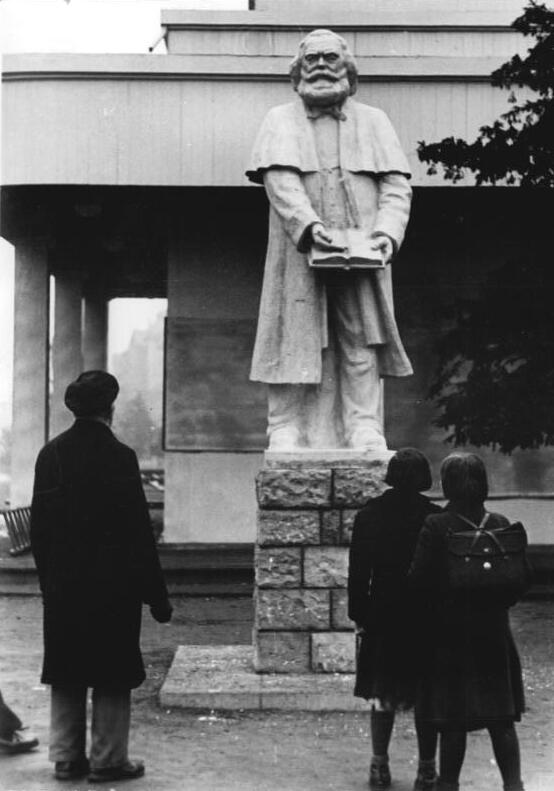
Pavillon de Dresde.

Situé sur « Albertplatz », le pavillon était nommé « Pavillon en l'honneur de la glorieuse armée soviétique ». On y a installé des cloches reproduisant la mélodie des cloches du Kremlin de Moscou. Il fut lui aussi le lieu d'expositions, comme celle du Mois de l'Amitié germano-polonaise en avril 1952. Dans le cadre de « l'année Karl Marx » en 1953, une exposition présentant sa vie et son œuvre s'y est déroulée. Le pavillon fut probablement démoli dans les années 1960. On pouvait lire sur la pavillon la phrase suivante : « Avec l'Union soviétique, apprendre consiste à apprendre à gagner » (« Von der Sowjetunion lernen heißt Siegen lernen »).

### Leipzig
Le pavillon de Leipzig se trouvait dans le centre-ville à côté de l’ancienne mairie. Durant le soulèvement populaire du 17 juin 1953, on y mit le feu et le pavillon fut détruit.

### Plauen
Le pavillon de Plauen a été inauguré le 21 janvier 1953 sur la « Albertplatz », sa construction fut très rapide. Un pavillon avait déjà été auparavant construit sur la place du Théâtre par une brigade de la Jeunesse Libre Allemande en juin 1951. On pouvait y lire l'inscription « Avec Staline », la victoire (« Mit Stalin ist der Sieg »).

### Zwickau
Le bâtiment a été érigé en 1953 sur la place Karl-Marx, aujourd'hui renommée la place Schumann, et inauguré le 8 mai. À cet endroit se dressait entre 1898 et 1943 un bâtiment en l'honneur de Bismarck. Il fut également utilisé lors d'expositions visant à renforcer l'amitié germano-soviétique. Il comportait deux étages avec, sur le dessus, une étoile rouge. Il finit par tomber en ruines puis par être démoli le 4 novembre 1985. Sur son ancien emplacement, une « Fontaine de l'Amitié » a été construite en 1986,,.